# Instituto Superior Evangélico de Estudios Teológicos
Das Instituto Superior Evangélico de Estudios Teológicos (ISEDET; Höheres Evangelisches Institut für theologische Studien) mit Sitz in Buenos Aires war eine theologische Bildungseinrichtung mit mehr als 131-jähriger Geschichte. Das Institut nahm eine wichtige Rolle in der protestantischen theologischen Ausbildung am Río de la Plata ein.

## Geschichte
Als ältester Vorläufer des Instituto erscheint die 1880 in Uruguay gegründete und kurz darauf nach Buenos Aires umgezogene Facultad Evangélica de Teología. Sie fusionierte 1970 mit der ebenfalls in Buenos Aires ansässigen Facultad Luterana de Teología zum Instituto Superior Evangélico de Estudios Teológicos. Diese Fusion beinhaltete einen Zusammenschluss von acht protestantischen und evangelischen Kirchen in der Gegend um den Río de la Plata (Argentinien und Uruguay), jedoch auch mit Einflüssen in Chile, Peru, Venezuela und Kolumbien.
Aus folgenden neun Kirchen bestand das ISEDET-Universitätsinstitut zuletzt:
- Anglikanische Kirche

- Evangelische Kirche am La Plata
- Evangelische Waldenserkirche
- Presbyterianische Kirche San Andrés
- Evangelische Kirche Discípulos de Cristo
- Vereinigte Evangelisch-Lutherische Kirche
- Dänisch-argentinische lutherische Kirche
- Evangelisch-methodistische Kirche Argentiniens
- Reformierte Kirchen Argentiniens

Am 23. Mai 2015 wurde einer Auflösung des Instituts auf der Generalversammlung der neun Trägerkirchen zugestimmt. Zentraler Grund für die Schließung war eine fehlende staatliche Anerkennung. Die auf Theologie, Bibelwissenschaften, Religionswissenschaften und Geisteswissenschaften spezialisierte ISEDET-Bibliothek steht bei Bedarf zur Nutzung weiterhin zur Verfügung.

## Berühmte Absolventen
- Marcella Althaus-Reid (1952–2009), argentinisch-britische Theologin und Autorin.